# Ivar Bendixson
  Ivar Bendixson    (Parròquia de Hedvig Eleonora, 1 d'agost de 1861 - Estocolm, 29 de novembre de 1935) va ser un matemàtic suec que va ser rector de la universitat d'Estocolm.

## Vida i Obra
En acabar els seus estudis secundaris a Estocolm el 1878, va ingressar al Reial Institut de Tecnologia d'Estocolm on només va estudiar durant un curs, ja que l'any següent va continuar els estudis a la universitat d'Uppsala en la qual es va graduar el 1881. El 1890 va obtenir el doctorat a la mateixa universitat i va començar a donar classes d'anàlisi matemàtica a la recentment fundada (1878) universitat d'Estocolm. A partir de 1892, també va donar classes simultàniament al Reial Institut de Tecnologia. A partir de 1905, en dimitir Lars Edvard Phragmén, va ocupar el seu lloc de professor titular de la universitat d'Estocolm i el 1911 en va ser escollit rector, càrrec que va mantenir fins al 1927, quan es va retirar.
Bendixson va demostrar el seu talent matemàtic des de ben jove: el 1882, només un any després de graduar-se, ja va publicar el seu primer article en el que enunciava i demostrava el teorema de Cantor-Bendixson. No obstant, en els darrers anys, més dedicat a les tasques administratives que li exigia el seu lloc de rector, ja no va fer gaire recerca matemàtica. La seva principal contribució va ser el teorema de Poincaré-Bendixson, una aproximació topològica al comportament de les òrbites properes a un punt singular.
Juntament amb el seu col·lega, Phragmén, i a les ordres de Gösta Mittag-Leffler van involucrar-se intensament en les tasques d'edició de Acta Mathematica, la revista fundada per aquest darrer.
D'altra banda, Bendixson va mantenir sempre una ideologia radical lliberal que el va portar a participar en diverses commissions per a la millora de la vida dels més desfavorits o per la millora del règim electoral, i el va convertir en un dels més coneguts portaveus del Partit Liberal de Suècia.